# Demokratikus Központ
A Demokratikus Központ (spanyolul: Centro Democratico) egy kolumbiai jobboldali politikai párt, amit Álvaro Uribe alapított 2013-ban. A párt tagjai közt számos képviselő a Konzervatív Párttól és a Társadalmi Nemzeti Egység Pártjától lépett át Uribe pártjába. A párt magát egy centrista, néppárti erőként jellemzi, ennek ellenére határozottan jobboldalinak minősíti a közvélemény.

## Története
A párt megalakulása egészen Juan Manuel Santos és Alvaro Uribe közti konfliktustól ered. Alvaro Uribe elnöksége alatt Santos honvédelmi miniszter volt. Eközben megalapította a Társadalmi Nemzeti Egység pártot, amely 2006-ban Uribe újraválasztását támogatta.
A párt első komoly szereplése a 2014-es kolumbiai parlamenti választásokon volt, amin 20 képviselőházi és 19 szenátusi mandátumot szerzett. Ezzel az a párt lett a Juan Manuel Santos vezette balközép kormány ellenzéke. Egyetlen ellenzéki pártként ellenezték a Kolumbiai Békefolyamatot, amivel a kormány a legnagyobb gerillacsoporttal a FARC-cal lezárta az 1964 óta tartott kolumbiai polgárháborút.

## Választási eredmények

### Elnök választások
| Választási év | Jelöltek neve      | Jelöltek neve          | Első forduló     | Első forduló | Második forduló  | Második forduló | Eredmény          | Megjegyzések                                                    |
| Választási év | Elnök              | Alelnök                | Szavazatok száma | %            | Szavazatok száma | %               | Eredmény          | Megjegyzések                                                    |
| ------------- | ------------------ | ---------------------- | ---------------- | ------------ | ---------------- | --------------- | ----------------- | --------------------------------------------------------------- |
| 2014          | Óscar Iván Zuluaga | Carlos Holmes Trujillo | 3,759,971        | 29.25        | 6,905,001        | 45.00           | Második helyezett |                                                                 |
| 2018          | Iván Duque Márquez | Marta Lucía Ramírez    |                  |              |                  |                 |                   | Duque Ramírezt y Ordóñezt párton belüli egyeztetésre kérte fel. |

### Parlamenti választások
| Választási év | Szenátus         | Szenátus | Szenátus         | Képviselőház     | Képviselőház | Képviselőház     |
| Választási év | Szavazatok száma | %        | Mandátumok száma | Szavazatok száma | %            | Mandátumok száma |
| ------------- | ---------------- | -------- | ---------------- | ---------------- | ------------ | ---------------- |
| 2014          | 2 045 564        | 14,29    | 20 / 102         | 2 022 093        | 18,57        | 19 / 166         |
| 2018          | 2 513 320        | 16,41    | 19 / 108         | 2 382 357        | 16,19        | 32 / 172         |